# Birkigt (Harth-Pöllnitz)
Birkigt ist ein Ortsteil der Gemeinde Harth-Pöllnitz im Landkreis Greiz in Thüringen.
Nachbarorte sind Forstwolfersdorf, Wetzdorf, Niederpöllnitz und Rohna.

## Geschichte
Die urkundliche Ersterwähnung des 25 Einwohner zählenden Weilers Birkigt erfolgte schon am 25. Juni 1230. Im Jahr 1317 wird ein Heinrich von Birckicht bei den Vögten von Weida im Zusammenhang mit dem Weiler urkundlich erwähnt.
Der Weiler liegt unweit der Bundesstraße 2 und ist über eine Verbindungsstraße gut zu erreichen. Die Gemarkung ist wellig und hügelig und für den Ackerbau gut geeignet. Südlich ist auf Anhöhen Wald vorgelagert.
Ehemals besiedelten den Weiler vier Bauernfamilien, deren große Gehöfte den Ort charakterisieren. 1935 wurde Birkigt durch eine Windhose teilweise zerstört. Heute befindet sich hier eine größere Schweinezuchtanlage.